# Hongrois
Cet article concerne la langue hongroise. Pour le peuple hongrois, voir Magyars.
Pour les articles homonymes, voir hun.
Le hongrois ou la langue hongroise (hongrois : magyar nyelv /ˈmɒɟɒr ˈɲɛlv/) est une langue de la branche ougrienne des langues finno-ougriennes au sein de la famille des langues ouraliennes. Ses parentes les plus proches sont le khanty (ou ostiak) et le mansi (ou vogoul) en tant que langues ougriennes, et des parentes plus éloignées sont le finnois et l'estonien, appartenant à la branche finno-permienne des langues finno-ougriennes. Il est parlé par environ 12,6 millions de personnes, dont 9 780 000 vivent en Hongrie. Il existe aussi des communautés magyarophones dans tous les pays voisins de la Hongrie (Roumanie, Slovaquie, Serbie, Ukraine, Autriche, Croatie et Slovénie), ainsi que d’importantes communautés apparues par émigration aux États-Unis, au Canada, en Israël, etc.
Par sa morphologie, le hongrois est typologiquement une langue agglutinante. Sa phonologie est caractérisée par l'harmonie vocalique. À côté de son vocabulaire hérité ou développé en interne, le hongrois a emprunté historiquement des mots aux langues turciques, aux indo-iraniennes, aux langues slaves, au latin, à l'allemand et à quelques autres langues.
Le hongrois s'écrit depuis le XIe siècle dans une forme adaptée de l’alphabet latin, qui a progressivement remplacé l'alphabet runique hongrois. Ce dernier est en revanche de plus en plus utilisé partout dans les régions magyarophones depuis sa « redécouverte » dans les années 1980.

## Répartition géographique et statut
Sur les 12,6 millions de locuteurs du hongrois, 9,8 millions vivent en Hongrie, où le hongrois est langue officielle. Cette langue a le même statut en Slovénie (6 243 Magyars), à côté du slovène, dans les localités où il y a des « communautés nationales » hongroises. Quant à l'importance du nombre de locuteurs, le deuxième pays est la Roumanie, avec 1 259 914 locuteurs de langue maternelle. Dans ce pays, le hongrois peut être utilisé dans l'administration locale, dans les localités où le poids des personnes appartenant à la minorité hongroise dépasse les 20 %. En Serbie (243 146 locuteurs), dans la province de Voïvodine, le hongrois est dit « d'usage officiel » dans les localités où la population magyarophone atteint 15 % de la population totale. En Slovaquie (458 467 Magyars), en Ukraine dans la région de Transcarpathie (161 618 locuteurs), en Autriche (25 884 locuteurs) et en Croatie (10 231 locuteurs), le hongrois est une langue minoritaire reconnue.
En dehors des pays voisins de la Hongrie, où les Hongrois ont un statut de minorité nationale, il y a beaucoup de locuteurs de hongrois dans la diaspora. Les communautés les plus nombreuses se trouvent aux États-Unis (86 406), au Canada (57 515) et en Israël (70 000).

## Histoire externe

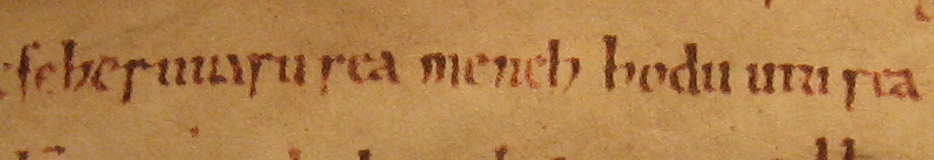
La plus longue des trois phrases en hongrois contenues dans la charte de fondation de l'abbaye de Tihany (1055) : feheruuaru rea meneh hodu utu rea (lieu-dit « en montant jusqu'à la grand-route de Fehérvár »).

L'histoire du hongrois commence il y a quelque 3 000 ans, à l'est de l'Oural, dans la région du fleuve Ob. Dès cette époque-là et par la suite, au cours de la migration des Hongrois vers le sud-ouest, leur langue est influencée par des langues turciques et iraniennes. Après leur établissement dans le bassin des Carpates, l'adoption du christianisme et la fondation du royaume de Hongrie, le hongrois est influencé par des langues slaves et par le latin, langue par laquelle commence la culture écrite en Hongrie.
La première attestation écrite du hongrois date du XIe siècle. Ce sont quelques phrases et mots isolés, dans la lettre de fondation de l'abbaye de Tihany.
Au XIIe siècle paraît le premier texte complet en hongrois, Halotti beszéd és könyörgés (Discours funèbre et prière) et, au XIVe siècle, la première œuvre littéraire, le poème Ómagyar Mária-siralom (Plainte de la Vierge Marie en ancien hongrois).
Au XVIe siècle, la langue se développe grâce à la littérature profane, mais surtout aux premières œuvres imprimées en hongrois, des traductions de textes bibliques initiées par l'Église catholique et par des protestants. Au même siècle paraissent les premiers ouvrages linguistiques concernant le hongrois.
Aux XVIe – XVIIIe siècles, dans la principauté de Transylvanie, le hongrois devient pour la première fois langue de l'État. Les codes de lois Compilatae Constitutiones Regni Transylvaniae (1671) et Approbatae Constitutiones Regni Transylvaniae (1677) sont rédigés en hongrois.
Au XIXe siècle, la langue nationale unitaire est formée et les normes de la langue standard sont fixées par des lettrés adeptes du mouvement appelé « renouveau de la langue », qui tend à éliminer les influences latines et allemandes, ainsi que par les ouvrages normatifs de la Société scientifique hongroise. D'abord entre 1844 et 1849, puis définitivement en 1867, le hongrois devient langue officielle.

## Dialectes
Les dialectes du hongrois sont groupés en dix régions dialectales, chacune comportant plusieurs groupes de dialectes :
- la région de Transdanubie occidentale ;
- la région de Transdanubie centrale-Kisalföld ;
- la région de Transdanubie méridionale ;
- la région de la Grande Plaine méridionale ;
- la région palóc ;
- la région de Tisza-Körös ;
- la région du Nord-Est ;
- la région de Mezőség ;
- la région sicule ;
- la région de Moldavie.

## Phonologie et graphie
Le système phonologique du hongrois standard est formé de sept paires de voyelles, une brève et une longue par paire, et de 25 consonnes, chacune pouvant être brève ou longue. L'opposition brève – longue a une valeur fonctionnelle : le sens des mots peut être différencié par la quantité d'une voyelle ou d'une consonne.
Le hongrois se caractérise par l'harmonie vocalique, c'est-à-dire, en général, un mot ne contient que des voyelles ayant un certain trait : elles sont, sauf exception, soit antérieures, soit postérieures.
En hongrois, l'accent est tonique (appelé aussi d'intensité), plus marqué qu'en français. Les mots relativement longs peuvent comporter plusieurs accents, dont l'un principal. L'accent unique ou principal frappe toujours la première syllabe des mots.
L'écriture du hongrois est phonémique dans une grande mesure. Sauf de rares exceptions, un graphème correspond toujours au même phonème.
Quelques signes diacritiques sont utilisés pour des graphèmes notant des voyelles : l'accent aigu servant à noter les voyelles longues (á, é, í, ó, ú), le tréma (ö, ü) qui définit d'autres voyelles courtes (les voyelles arrondies antérieures, inexistantes en latin) et le double accent aigu (ő, ű) qui note leurs homologues longues et qui peut donc être considéré comme un tréma long, puisqu'il ne modifie que la longueur d'une voyelle à tréma.
Certaines consonnes sont notées à l'aide de digrammes ([t͡ʃ] – cs, [d͡z] – dz, [ɟ] – gy, l'une des graphies de [j] – ly, [ɲ] – ny, [s] – sz, [c] – ty et [ʒ] – zs) ou d'un trigramme ([d͡ʒ] – dzs).
L'alphabet hongrois compte 44 lettres dont 26 lettres non accentuées, neuf lettres accentuées, huit digrammes et un trigramme. Il est ordonné ainsi :
A a, Á á, B b, C c, Cs cs, D d, Dz dz, Dzs dzs, E e, É é, F f, G g, Gy gy, H h, I i, Í í, J j, K k, L l, Ly ly, M m, N n, Ny ny, O o, Ó ó, Ö ö, Ő ő, P p, Q q, R r, S s, Sz sz, T t, Ty ty, U u, Ú ú, Ü ü, Ű ű, V v, W w, X x, Y y, Z z, Zs zs.

## Le caractère agglutinant du hongrois
Le hongrois est une langue agglutinante, ce qui constitue le principal trait qui le différencie des langues indo-européennes, mais le rapproche des langues de sa famille et de langues d'autres familles, telles que le turc et le japonais. Le caractère agglutinant consiste en ce que les morphèmes sont des affixes (préfixes et suffixes) qu'on attache aux mots radicaux, souvent plusieurs suffixes l'un après l'autre, de façon que les limites entre eux restent nettes, chacun correspondant à un seul trait sémantique ou fonctionnel.
Les linguistes qui étudient le hongrois utilisent des termes différents pour les différents types de suffixes. Le suffixe dérivatif s'appelle képző et les suffixes grammaticaux sont de deux sortes. Ceux qui s'ajoutent à un radical ou à un suffixe dérivatif et peuvent être suivis d'un autre suffixe grammatical, s'appellent jel « marque, signe ». De tels suffixes sont ceux qui indiquent le pluriel, et les suffixes possessifs. Ceux qui expriment les cas grammaticaux et ceux qui indiquent la personne du verbe, c'est-à-dire les désinences, s'appellent ragok (au singulier rag). Ils se distinguent des autres types de suffixes par le fait qu'il est impossible de leur attacher un autre suffixe.
Exemple de mot à suffixes : házaimban « dans mes maisons », formé du radical ház « maison », la voyelle de liaison -a-, le suffixe -i indiquant le pluriel des objets possédés, le suffixe -m indiquant la 1re personne du singulier du possesseur, et le suffixe -ban correspondant à la préposition française « dans ».
Les suffixes se succèdent en un ordre qui suit des règles précises. Par exemple, dans le cas des noms, les suffixes dérivatifs s'attachent au radical du mot ou à un autre suffixe dérivatif, étant suivis des suffixes grammaticaux, dont le suffixe casuel est toujours le dernier. Il peut être précédé de :
- le suffixe -k marquant le pluriel sans idée de possession : ember « homme » + -ek → emberek « hommes » + -nek → embereknek « à des hommes » ;
- le suffixe personnel appliqué à l'objet possédé : ember + -em → emberem « mon homme » + -nek → emberemnek « à mon homme » ;
- le suffixe -i marquant le pluriel de l'objet possédé + le suffixe personnel de la 1re ou de la 2e personne du singulier et du pluriel, ou de la 3e personne du pluriel : ember + eim → embereim « mes hommes » + -nek → embereimnek « à mes hommes » ;
- le suffixe personnel de la 3e personne du singulier + le suffixe -i marquant le pluriel de l'objet possédé : ember + -e → embere « son homme » + -i → emberei « ses hommes » + -nek → embereinek « à ses hommes » ;
- le suffixe marquant le possesseur : az ember + -é → « celui/celle de l'homme » + -t → az emberét « celui/celle de l'homme » à l'accusatif, az emberemét « celui/celle de mon homme » (accusatif), az embereimét « celui/celle de mes hommes » (accusatif), az embereiét « celui/celle de ses hommes » (accusatif).

## Grammaire

### Morphologie

#### Classification morphologique des mots
Keszler 2000 classe les mots selon leur nature comme suit :
1. Types de mots fondamentaux :
  1. Types de mots fondamentaux proprement-dits :
    1. Verbe
    2. Types de mots nominaux :
      1. Nom
      2. Adjectif
      3. Numéral

    3. Adverbe

  2. Types de mots substituts de types de mots fondamentaux (pronoms) :
    1. Pronom personnel
    2. Pronom démonstratif
    3. Pronom interrogatif
    4. Pronom relatif
    5. Pronom général
    6. Pronom indéfini

  3. Types de mots intermédiaires entre le verbe et les autres types de mots fondamentaux – formes nominales du verbe :
    1. Infinitif
    2. Participe
    3. Gérondif
2. Mots-outils :
  1. Dans des structures de nature morphologique :
    1. Verbe auxiliaire
    2. Formes nominales du verbe auxiliaire
    3. Postposition
    4. Adjectif dérivé de postposition
    5. mint formateur de complément
    6. Préfixe verbal

  2. Dans des structures de nature non-morphologique :
    1. Conjonction
    2. Particule
    3. Article
    4. Mot de négation
3. Mots-phrases :
  1. Interjection
  2. Mot-phrase d'interaction
  3. Modalisateur
  4. Onomatopée

#### Les suffixes personnels
En hongrois, les personnes s'expriment par les pronoms personnels et par des suffixes spécifiques, qui ont plusieurs fonctions, s'appliquant :
- à la forme de nominatif des pronoms personnels, pour former leur accusatif (avec des irrégularités) ;
- à des suffixes casuels, pour former des pronoms personnels à d'autres cas ;
- à des postpositions, pour former divers compléments circonstanciels ;
- aux noms et aux divers pronoms, pour exprimer le possesseur de ceux-ci ;
- aux verbes, pour leur servir de désinences :

| Pronom personnel | Pronom personnel | Suffixe casuel / Postposition | Suffixe casuel / Postposition | Nom                           | Verbe à l'indicatif présent | Verbe à l'indicatif présent | Élément spécifique                                     |
| Nominatif        | Accusatif        | + suffixe personnel           | + suffixe personnel           | + suffixe personnel possessif | Conjugaison subjective      | Conjugaison objective       | Élément spécifique                                     |
| ---------------- | ---------------- | ----------------------------- | ----------------------------- | ----------------------------- | --------------------------- | --------------------------- | ------------------------------------------------------ |
| én « moi »       | engem            | nálam « chez moi »            | alattam « sous moi »          | lakásom « mon appartement »   | látok « je vois »           | látom « je le/la/les vois » | -m avec les voyelles de liaison -o/(-a)/-e/-ö ou -a/-e |
| te « toi »       | téged            | nálad                         | alattad                       | lakásod                       | látsz                       | látod                       | -d avec les voyelles de liaison -o/(-a)/-e/-ö ou -a/-e |
| ő « lui/elle »   | őt               | nála                          | alatta                        | lakása                        | lát                         | látja                       | -a/-e                                                  |
| mi « nous »      | minket           | nálunk                        | alattunk                      | lakásunk                      | látunk                      | látjuk                      | -nk avec les voyelles de liaison -u/-ü                 |
| ti « vous »      | titeket          | nálatok                       | alattatok                     | lakásotok                     | láttok                      | látjátok                    | -tok/-tek/-tök                                         |
| ők « eux/elles » | őket             | náluk                         | alattuk                       | lakásuk                       | látnak                      | látják                      | -k                                                     |

#### Le verbe
Concernant le verbe, les grammaires du hongrois prennent en compte les traits grammaticaux suivants : diathèse, mode, temps, nombre (singulier et pluriel) et personne. Par rapport au français, tout comme pour les autres types de mots, il manque au verbe le genre.
- En général, on prend en compte cinq catégories de verbes correspondant plus ou moins aux diathèses des grammaires d'autres langues : actifs, factitifs, réfléchis, réciproques, passifs, moyens et potentiels[21].
- Dans les grammaires du hongrois, on considère comme des modes verbaux seulement ce qu'on appelle « modes personnels » dans les grammaires du français, soit l'indicatif, le conditionnel et l'impératif.
  - L'indicatif a trois temps : le présent, le passé et le futur. Au XIXe siècle, il existait encore plusieurs temps passés, mais il en subsiste un seul. Les différences exprimées en français par l'imparfait, le passé composé et le plus-que-parfait sont rendues en hongrois par des préfixes verbaux et par le contexte. Le futur aussi a une seule forme.
  - Le conditionnel a les temps présent et passé. Il peut aussi avoir une valeur d'optatif.
  - L'impératif n'a qu'une seule forme temporelle. Les grammaires hongroises considèrent qu'il comporte toutes les personnes, ayant aussi les valeurs du subjonctif français.
- Les formes qui, en grammaire française, sont considérées comme des « modes impersonnels », ne sont pas vues comme des modes en grammaire hongroise mais comme des formes nominales du verbe :
  - L'infinitif hongrois n'a qu'une seule forme. Il présente la particularité de pouvoir être conjugué, c'est-à-dire de recevoir des suffixes personnels, les mêmes que reçoit l'objet possédé.
  - Le participe a trois temps : présent, passé et futur.
  - Le gérondif a une seule forme.

Une caractéristique importante du système verbal hongrois, c'est l'existence de deux séries de conjugaison pour les verbes transitifs directs : une conjugaison appelée « objective » (ou « définie »), et une autre dite « subjective » (ou « indéfinie »).

#### Le nom, l'adjectif et le numéral
Le nom ne peut exprimer que le genre naturel, le genre grammatical n'étant pas indiqué en hongrois.
Il comporte aussi le trait grammatical du nombre, bien que le pluriel ne soit pas toujours exprimé par le même suffixe. La marque du pluriel des noms en général est -k, alors que celle des objets possédés est -i : a gyerekek « les enfants » mais a gyerekei « ses enfants ».
En général, on considère que le paradigme casuel hongrois comprend 18 cas. Le système casuel du hongrois est très riche pour ce qui est de l'expression des rapports spatiaux, ayant trois cas différents pour faire la différence entre le lieu où un procès a lieu, celui vers lequel un déplacement est effectué et celui depuis lequel un déplacement est effectué. Exemple : a házban van « il/elle est dans la maison » – bemegy a házba « il/elle entre dans la maison » – kimegy a házból « il/elle sort de la maison ».
Le hongrois n'ayant pas d'adjectif possessif, la possession est exprimée à l'aide de suffixes, certains qui sont ajoutés à l'objet possédé et deux autres qui s'appliquent au possesseur. Les constructions par lesquelles on exprime la possession, le possesseur et l'objet possédé étant exprimés par des noms, sont les suivantes :
| Exemple                                       | Structure | Traduction littérale           |
| --------------------------------------------- | --- | ------------------------------ |
| az ember háza « la maison de l'homme »        | le possesseur sans suffixe + l'objet possédé avec un suffixe personnel                                                        | « l'homme maison sa »          |
| Az embernek van háza « L'homme a une maison » | le possesseur avec le suffixe -nak/-nek + le verbe van « être » + l'objet possédé avec le suffixe personnel de la 3e personne | « à l'homme il y a maison sa » |
| A ház az emberé « La maison est à l'homme »   | l'objet possédé sans suffixe + le possesseur avec le suffixe -é (le verbe van étant omis)                                     | « la maison à l'homme »        |

L'adjectif qualificatif présente la particularité de ne pas s'accorder en nombre dans la fonction d'épithète, mais seulement dans celle d'attribut.
Le numéral cardinal a généralement deux formes, par exemple három et hármas « trois ». La première est utilisée pour compter, en tant que complément d'un nom ou lorsque ce nom est sous-entendu, ainsi que pour désigner un chiffre dans un nombre. La deuxième forme est l'appellation du chiffre en cause ou du nombre dont ce chiffre est l'unité. Les grammaires hongroises incluent dans la classe des numéraux ce qu'elles appellent « numéraux indéfinis », tels sok « beaucoup », kevés « peu », számos « nombreux, -euse », etc. Le numéral peut aussi prendre des formes adverbiales si on lui ajoute certains suffixes : öten « cinq » (le nombre de personnes participant à une action), kettesben « à deux » (l'intimité de personnes limitée au nombre en question).

#### L'adverbe
Le principal trait spécifique de l'adverbe hongrois par rapport au français, est un système triple d'expression du lieu, comme pour certains suffixes casuels : le lieu où un procès a lieu, celui vers lequel et celui depuis lequel un déplacement est effectué. Exemple : bent ou benn « dedans, à l'intérieur » (complément de verbes qui n'expriment pas le déplacement vers ou depuis un intérieur) – be « dedans, vers l'intérieur » (auprès de verbes qui expriment le déplacement vers un intérieur) – bentről « du dedans, de l'intérieur » (auprès de verbes qui expriment le déplacement depuis un intérieur).

#### Les pronoms
Les grammaires du hongrois prennent en compte neuf espèces de pronoms : personnels, réfléchis, de réciprocité, possessifs, démonstratifs, interrogatifs, relatifs, indéfinis et généraux.
En fonction du type de mots qu'ils remplacent, les pronoms sont classés en substantivaux, adjectivaux et numéraux.
Les adjectifs pronominaux ne sont pas distingués des pronoms.
Les pronoms personnels présentent une particularité notable. Seul l'accusatif est constitué de la forme de nominatif + le suffixe casuel spécifique. Les autres sont des suffixes casuels auxquels on ajoute les mêmes suffixes personnels que ceux appliqués à l'objet possédé. Exemple : én « je, moi », nálam « chez moi », velem « avec moi », etc.
À la différence du français, en hongrois il n'y a pas d'adjectifs possessifs, mais seulement des pronoms possessifs. La fonction des adjectifs est remplie par des suffixes ajoutés à l'objet possédé (voir plus haut #Le nom, l'adjectif et le numéral).

#### Les mots grammaticaux
On considère comme des verbes auxiliaires non seulement ceux qui forment des temps verbaux composés, mais on prend également en compte des auxiliaires aspectuels, modaux et pragmatiques. On inclut dans la même classe les verbes copulatifs. Il y a aussi des verbes appelés « quasi-auxiliaires », dont le sens grammatical est prédominant, mais ils ont aussi un sens lexical plus ou moins marqué. Ces verbes peuvent être, d'une part, des verbes de modalité et d'aspect, d'autre part, des verbes appelés « fonctionnels », utilisés en association avec des types de mots nominaux qui sont formellement leurs compléments.
Les formes nominales des verbes copulatifs sont considérées comme des types de mots à part dans les grammaires du hongrois, au même titre que les formes nominales du verbe en général (voir plus haut #Le verbe).
Les postpositions sont des mots grammaticaux qui constituent l'un des moyens d'expression des fonctions syntaxiques qui s'appellent en grammaire du français compléments d'objets indirects et compléments circonstanciels. Elles correspondent généralement aux prépositions et locutions prépositives du français (exemple : a fa alatt « sous l'arbre »).
Les adjectifs dérivés de postpositions ne sont que formellement des adjectifs. Ils n'ont pas de sens lexical, mais remplissent la fonction des postpositions dont ils dérivent, formant des compléments de nom avec les noms après lesquels ils se placent (exemple : a fa alatti pad « le banc sous l'arbre »).
Le seul mot hongrois qui fonctionne comme une préposition est mint « comme, en tant que », par exemple dans Mint mérnök dolgozik « Il travaille comme ingénieur ».
Les verbes hongrois sont souvent munis de préfixes ayant une nature partiellement différente des préfixes que peuvent avoir les verbes français. D'un côté, les préfixes hongrois ont une fonction grammaticale et lexicale, d'un autre côté, ils doivent être séparés du verbe dans certains cas, voire parfois placés après celui-ci.
Les conjonctions hongroises ont la même fonction que celles du français.
La particule est, dans les grammaires du hongrois, « un mot grammatical qui ne peut accepter d'affixes, ne réalise de rapports ni morphologiques ni syntaxiques avec d'autres mots, ne peut être terme de la phrase simple […]. Elle a la fonction d'effectuer des opérations sur l'affirmation de la phrase […] ; elle exprime un rapport modal, l'attitude du locuteur (sa façon de se rapporter d'un point de vue affectif, volitif, axiologique, ou bien elle marque la réaction du locuteur à la situation de communication ou à une composante de celle-ci […]. ».
Les articles pris en compte par les grammaires hongroises sont l'article défini et l'article indéfini, qui ont les mêmes fonctions qu'en français.
À la différence des grammaires du français, dans celles du hongrois les mots de négation ne sont pas inclus dans la classe des adverbes, mais forment une classe à part dans la catégorie des mots grammaticaux.

#### Les mots-phrases
Cette catégorie de mots, qui ne comprend pas les verbes, se caractérise par leur capacité à constituer à eux seuls une phrase simple.
Outre les interjections et les onomatopées, présentes également dans les grammaires du français, les grammaires du hongrois prennent en compte deux autres classes de mots.
Les mots-phrases d'interaction sont utilisés pour interagir avec le destinataire de la communication. Cette classe comprend des formules de salutation (szervusz « salut »), des mots affirmatifs (igen « oui »), des mots négatifs (nem « non ») et des mots injonctifs (rajta! « allez ! »).
Les modalisateurs ne participent à des rapports syntaxiques avec aucun terme de la phrase simple, mais indiquent l'attitude du locuteur à l'égard du contenu de l'énoncé entier où ils sont utilisés. Ce sont celles des particules (voir plus haut Les mots grammaticaux) qui peuvent constituer à elles seules une phrase simple. De tels mots sont talán « peut-être », valószínűleg « vraisemblablement », esetleg « éventuellement », állítólag « on le dit », etc.

### Syntaxe

#### La phrase simple
Nous présentons la syntaxe du hongrois à l'aide de la terminologie hongroise transposée en français. Les fonctions syntaxiques dans la phrase simple sont le verbe, le sujet, l'objet, le complément de lieu, de temps, numérique, d'état, d'origine, de résultat, d'accompagnement, de manière, de cause, de but, de relation, de degré/mesure, de moyen, d'attribution et de comparaison, les compléments asémantiques (ou permanents) et l'épithète.
L'épithète se place devant le terme déterminé et ne s'accorde pas avec celui-ci.
Dans la phrase simple, l'ordre des mots est très varié, en fonction du mot ou du syntagme qu'on veut mettre en relief.

#### La phrase complexe
Les propositions coordonnées peuvent être liées entre elles par juxtaposition ou par une conjonction. La coordination peut être copulative, adversative, disjonctive, consécutive ou explicative.
Une caractéristique importante des propositions subordonnées en hongrois est qu'elles ont très souvent un antécédent exprimé par un pronom dans la proposition principale, et la subordonnée complète cet antécédent.
Dans la phrase complexe hongroise il peut y avoir des subordonnées sujet, prédicat, objet, des subordonnées compléments (de lieu, temporelle, numérique, d'état, d'origine, de résultat, d'accompagnement, de manière, de cause, de but, de relation, de degré/mesure, de moyen, d'attribution, de comparaison), des subordonnées compléments permanents, des subordonnées à contenu sémantique spécial (consécutive, conditionnelle, concessive et comparative) et des subordonnées épithète.

## Lexique
Le lexique hongrois provient principalement (80 %) de formations lexicales internes, le reste étant constitué de mots hérités (8 %) et d'emprunts (7 %). L'étymologie de 5 % du vocabulaire reste inconnue.
La plupart des emprunts sont d'origine slave (27 %), latine (25 %), allemande (17 %) et turcique. On trouve aussi des emprunts à des langues iraniennes, romanes (italien, français, roumain), et à l'anglais. Les calques sont également une source importante d'enrichissement du lexique.
Les moyens internes d'enrichissement du lexique sont de loin les plus utilisés. Parmi ceux-ci, les plus productifs sont la création spontanée de mots (interjections, mots onomatopéiques, créations expressives), la formation spontanée de mots par dérivation et par composition, ainsi que la création consciente de vocables par les deux derniers procédés. Par rapport au français, la composition spontanée et la création consciente ont une importance beaucoup plus grande.